# Menthonnex-en-Bornes
Ne doit pas être confondu avec Menthonnex-sous-Clermont.
Menthonnex-en-Bornes est une commune française située dans le département de la Haute-Savoie, en région Auvergne-Rhône-Alpes.

## Géographie

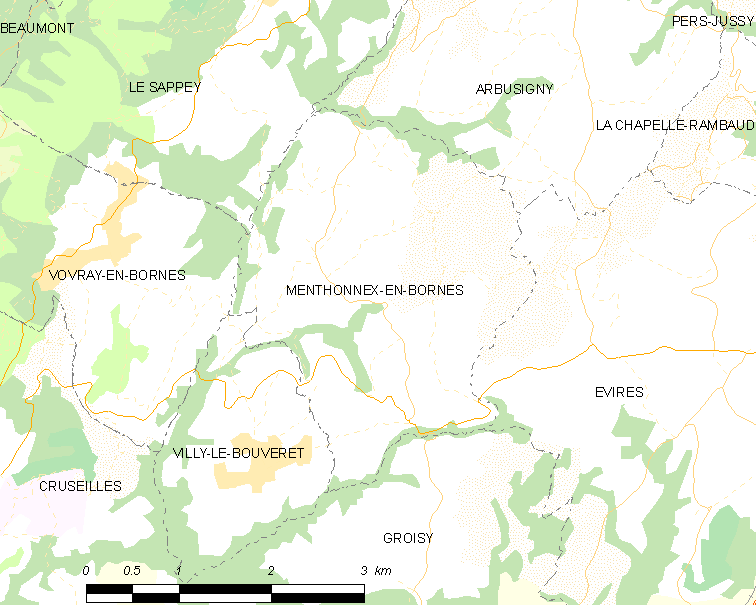
Plan du territoire de Menthonnex-en-Bornes et les communes limitrophes.

### Situation
Menthonnex-en-Bornes est située au nord de la commune d'Annecy, chef-lieu du département de la Haute-Savoie, à 16,3 km à vol d'oiseau.
Par la route, la commune est à mi-chemin entre Genève (27,0 km) et Annecy (25,0 km) sur le plateau des Bornes. Elle est séparée de la montagne du Salève par la vallée des Usses qui forme sa limite occidentale. La limite sud est formée par le ruisseau du Grand Verray.

### Communes limitrophes
Les communes voisines sont le Sappey et Arbusigny au nord, Évires à l'est, Groisy au sud, ainsi que Villy-le-Bouveret et Vovray-en-Bornes à l'ouest.
| Le Sappey         | Le Sappey Arbusigny  | Arbusigny |
| Vovray-en-Bornes  | Menthonnex-en-Bornes | Évires    |
| Villy-le-Bouveret | Groisy               | Évires    |

### Géologie et relief
La superficie de la commune est de 848 hectares ; son altitude varie entre 690 et 964 mètres,. Le chef-lieu se situe dans la partie la plus ensoleillée, à une altitude d'environ 800 mètres.

### Hydrographie
La partie sommitale de la commune bénéficie d'une protection en zone naturelle qui préserve l'activité agricole et un biotope riche et spécifique composé de nombreuses zones humides. Ce paysage vallonné réputé pour sa fraîcheur hivernale donne naissance à plusieurs ruisseaux qui convergent vers les Usses, ainsi que trois sources qui alimentent en eau potable les habitants de Menthonnex-en-Bornes et de Villy-le-Bouveret.

### Climat
Le climat de la commune est un climat montagnard, par ailleurs jugé relativement rude du fait de la « bise » qui emprunte le passage nord-sud que lui présente la dépression géologique entre le Salève et le massif des Bornes.

### Voies de communication et transports
Les transports scolaires sont gérés par la communauté de communes du pays de Cruseilles et permettent aux élèves de relier collèges et lycées.
De la commune de Cruseilles part également le réseau de bus régionaux.
La gare ferroviaire la plus proche est celle de Groisy - Thorens - la-Caille, située sur le territoire de la commune limitrophe de Groisy, plus au sud.

## Urbanisme

### Typologie
Au 1er janvier 2024, Menthonnex-en-Bornes est catégorisée commune rurale à habitat dispersé, selon la nouvelle grille communale de densité à sept niveaux définie par l'Insee en 2022.
Elle est située hors unité urbaine. Par ailleurs la commune fait partie de l'aire d'attraction de Genève - Annemasse (partie française), dont elle est une commune de la couronne,. Cette aire, qui regroupe 158 communes, est catégorisée dans les aires de 700 000 habitants ou plus (hors Paris),.

### Occupation des sols
L'occupation des sols de la commune, telle qu'elle ressort de la base de données européenne d’occupation biophysique des sols Corine Land Cover (CLC), est marquée par l'importance des territoires agricoles (90,5 % en 2018), en augmentation par rapport à 1990 (89,4 %). La répartition détaillée en 2018 est la suivante : 
zones agricoles hétérogènes (65,2 %), prairies (25,3 %), forêts (9,5 %).
L'IGN met par ailleurs à disposition un outil en ligne permettant de comparer l’évolution dans le temps de l’occupation des sols de la commune (ou de territoires à des échelles différentes). Plusieurs époques sont accessibles sous forme de cartes ou photos aériennes : la carte de Cassini (XVIIIe siècle), la carte d'état-major (1820-1866) et la période actuelle (1950 à aujourd'hui).

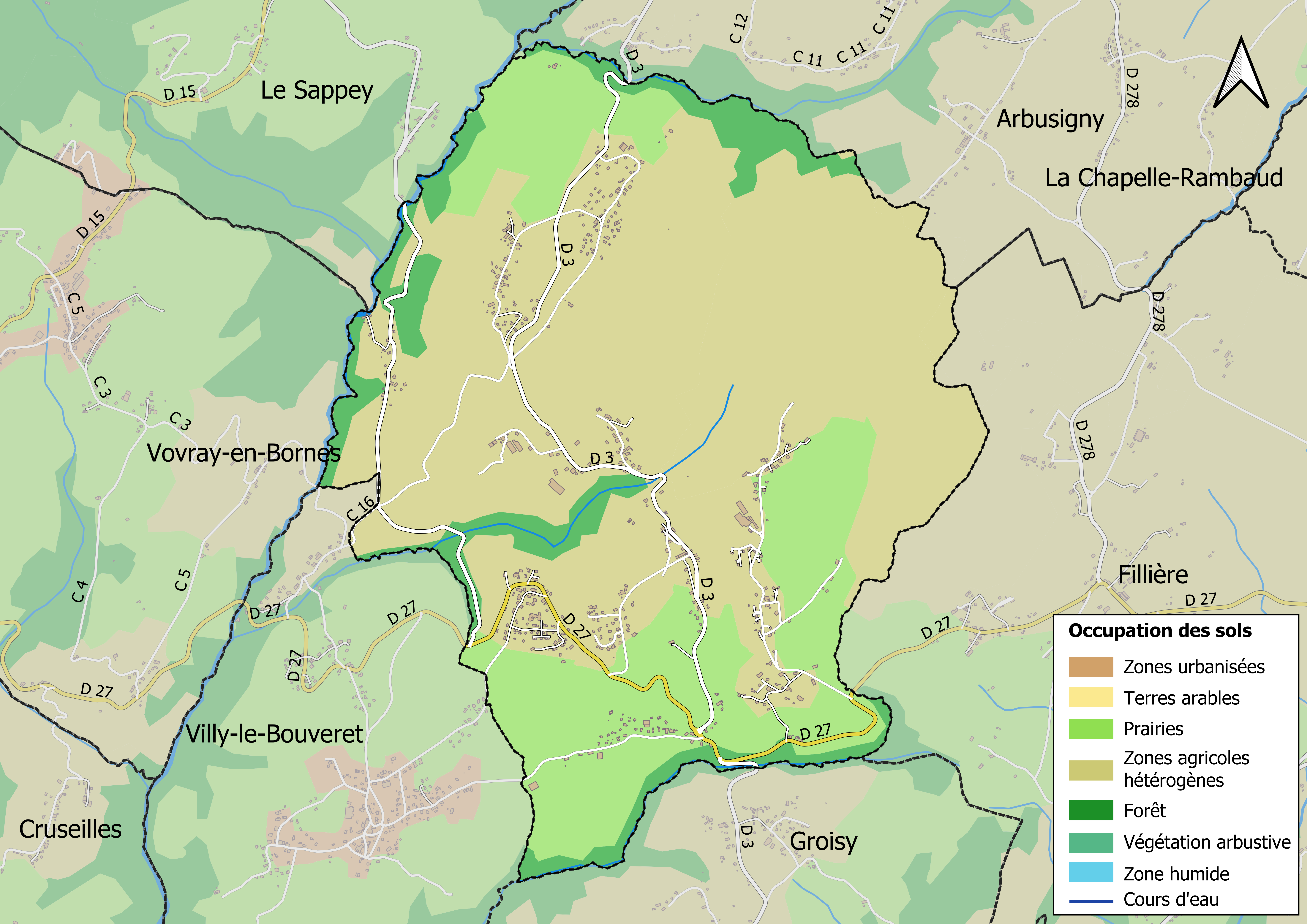
Carte des infrastructures et de l'occupation des sols en 2018 (CLC) de la commune.
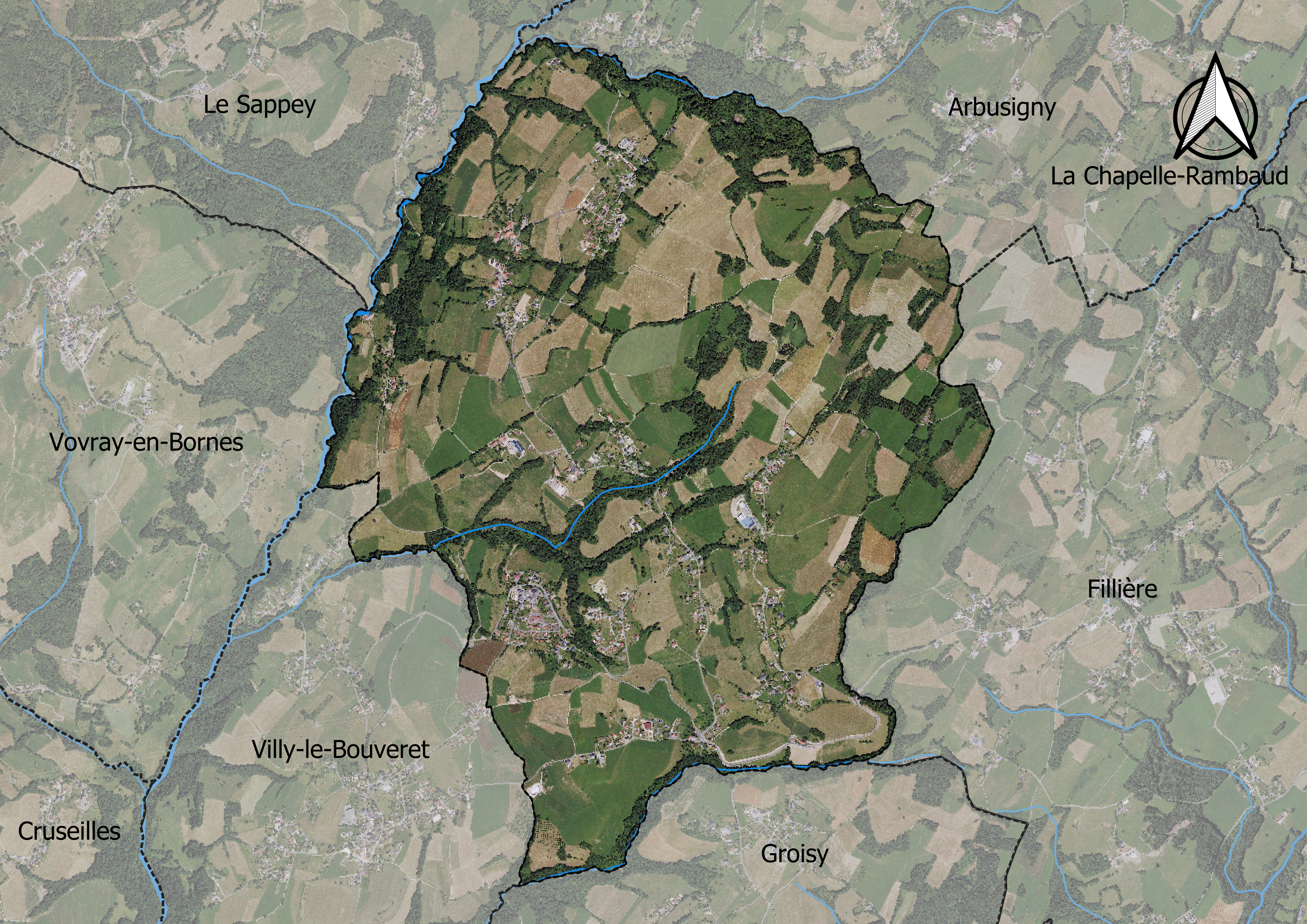
Carte orthophotogrammétrique de la commune.

### Morphologie urbaine
La commune est composée d'une quinzaine de hameaux : Chez Bônier, Chez Gatillons, Chez Labrisée, Chez les Maîtres, Chez Trosset, la Côte, la Reculaz, la Rippaz, le Chef Lieu, le Murger, les Margolliets, les Petits Pierres, Peguin, Sac de Vin et Tracafond.

### Logement
En 2009, le nombre total de logements dans la commune était de 372, alors qu'il était de 262 en 1999.
Parmi ces logements, 89,7 % étaient des résidences principales et 10,3 % des résidences secondaires. Ces logements étaient pour 85,4 % d'entre eux des maisons individuelles et pour 14,6 % des appartements.
La proportion des résidences principales, propriétés de leurs occupants était de 80,3 %, en légère baisse par rapport à 1999 (83,4 %). La part de logements HLM loués vides (logements sociaux) était de 5,0 % % contre 2,4 % en 1999, leur nombre ayant beaucoup augmenté : de 5 à 17.
Au recensement de 2012, la commune compte 387 logements.

## Toponymie
Le -ex final de Menthonnex ne se prononce pas, le nom se lit Menthonné.
En francoprovençal, le nom de la commune s'écrit Mintné-an-Beûrne (graphie de Conflans) ou Mentonèx (ORB).

## Histoire
(mai 2018).

### Origines
- VIe - VIIIe siècles : les premières traces tangibles d’occupation humaine à Menthonnex concernent le haut Moyen Âge. Un répertoire archéologique de 1908 signale ainsi des tombes en molasse typique de cette période.
- 1275 : Menthonnex est citée comme paroisse indépendante.
- 1344 : une reconnaissance féodale passée par Guillaume de Menthonay en faveur du comte de Genève constitue le premier document qui nous renseigne sur le phénomène seigneurial à Menthonnex et sur la famille homonyme. Comme la plupart des localités à l’époque, Menthonnex dépendait de plusieurs seigneurs. La seigneurie du Turchet qui appartenait à la famille de Menthonay ou celle de Menthonnex qui correspond sans doute à une scission de la seigneurie du Turchet entre deux branches de la famille de Menthonay.
- 1562 : premier recensement connu des habitants de Menthonnex avec 420 habitants. Certains feux regroupent de nombreuses personnes, 18 chez Jacques du Bochier (Dubouchet), 17 chez Gonin Margollier, 12 chez Pierre Richard, 14 chez Pierre feu Estienne Duret, 11 chez Pierre Chamot alias Trosset.
- 28 octobre 1607 : visite pastorale de Mgr François de Sales à Menthonnex.
- 24 octobre 1701 : la paroisse de Menthonnex retrouve son autonomie. Elle est définitivement séparée de celle de Villy-le-Bouveret après plusieurs siècles de vie commune.
- 1728-1738 : confection du premier cadastre connu pour Menthonnex-en-Bornes.
- 1756 : une des premières enquêtes statistiques sur Menthonnex mentionne 73 feux, ce qui correspond à une reprise de la croissance démographique par rapport au siècle antérieur.
- 1787 : réparation de l’église, du clocher et du presbytère.
- 1792 : l’invasion de la Savoie par les troupes du général Montesquiou, le 22 septembre 1792, fait entrer le duché de Savoie dans le cours d’une révolution commencée en France depuis plus de trois ans. Menthonnex envoie un député à l’Assemblée nationale des Allobroges, réunie à Chambéry.
- An X : une supplique est envoyée au préfet par la municipalité de Menthonnex, qui proteste contre la réunion de leur commune à une de ses voisines.
- An XII : une statistique indique 102 hommes mariés, 101 femmes mariées et 27 célibataires. La majorité des habitants vit de leur propriété.

### XIXeetXXesiècles
- 1832 : une école de garçons fonctionne à partir de cette année-là. Une école de filles est créée quelques années plus tard.
- 4 septembre 1835 : Les murailles de l'église se sont écroulées et sont tombées « de caducité ».
- 1840 : la grande affaire durant la décennie, c'est la réparation des chemins communaux.
- 1848 : un recensement indique 751 habitants pour 120 familles.
- octobre 1850 : Demande d'un subside au gouvernement pour des travaux à l’église, avec la reconstruction du chœur, de la sacristie et des toitures, l’agrandissement des lieux au moyen de deux chapelles collatérales entre la nef et le chœur.
- 30 juillet 1853 : création d'une garde nationale à Menthonnex, composée de 112 hommes.
- avril 1860 : le traité de Turin du 24 mars 1860 cède la Savoie et Nice à Napoléon III. À Menthonnex, les 198 votants se prononcent à l’unanimité pour « Oui et Zone », c’est-à-dire pour la Grande Zone franche qui concilie les avantages du rattachement à l’Empire, avec le maintien de la libre circulation des personnes et des biens vers la Suisse.
- Mai 1867 : le projet définitif de reconstruction de l’église est adopté.
- 1910 : établissement d’un bureau de poste.
- 1914-1918 : la Première Guerre mondiale fait 42 morts sur 83 mobilisés. Menthonnex a payé un prix très fort  Un monument aux morts qui figure un poilu sur un piédestal est édifié en mémoire des défunts.
- 1931 : un oratoire dédié à saint Roch et à sainte Agathe est édifié au Crêt Lovet, à l’initiative du curé Henri Descombes.
- 1932-1935 : implantation du réseau d’eau.

## Politique et administration

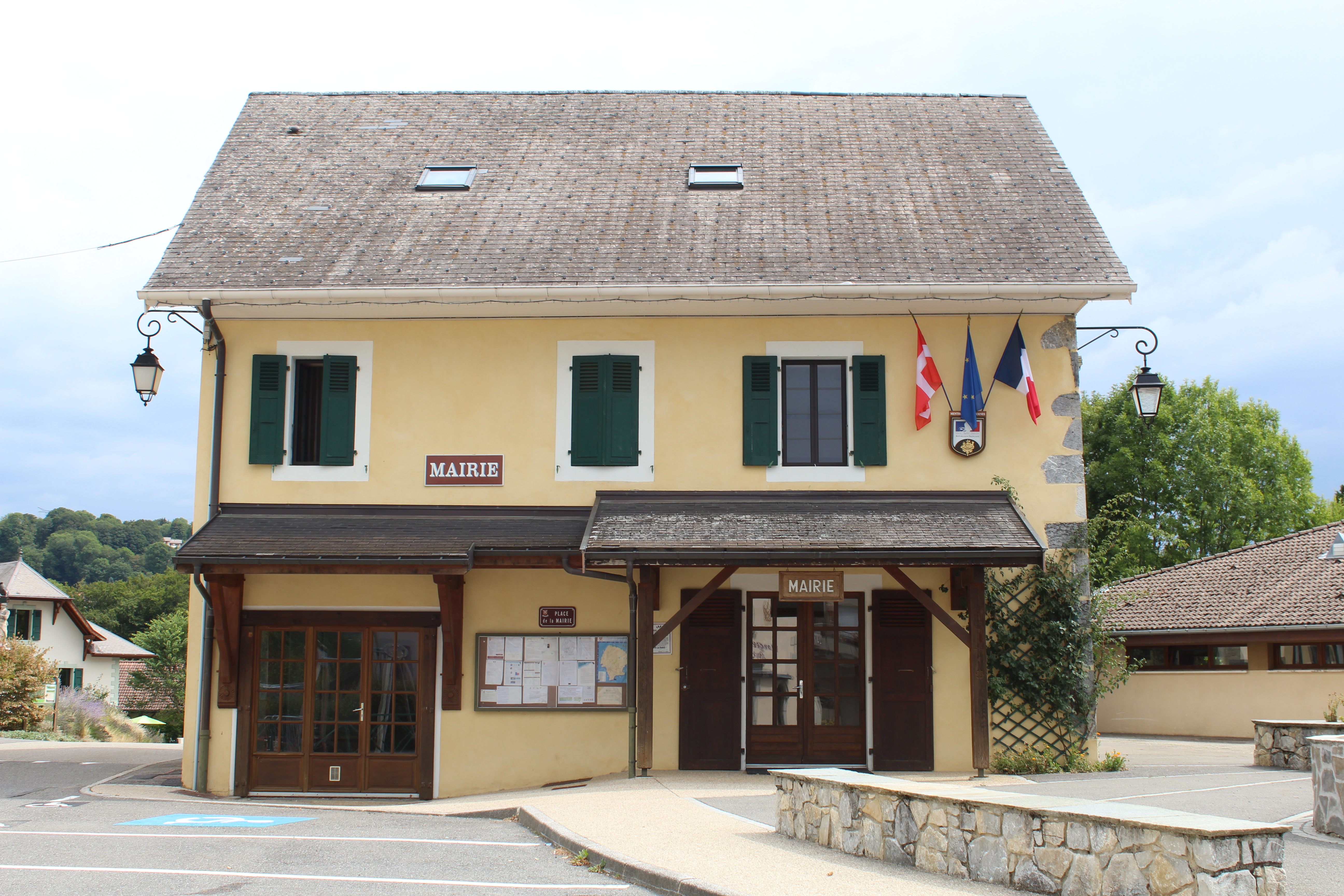
Mairie.

### Situation administrative
La commune de Menthonnex-en-Bornes appartient, depuis 2015, au canton de La Roche-sur-Foron, qui compte selon le redécoupage cantonal de 2014 27 communes. Elle appartenait auparavant au canton de Cruseilles.
La commune est membre, avec douze autres, de la communauté de communes du Pays de Cruseilles.

### Administration municipale
Le nombre d'habitants au dernier recensement étant compris entre 500 et 1 499, le nombre de membres du conseil municipal est de 15.

### Liste des maires successifs
| Période | Période  | Identité             | Étiquette | Qualité          |
| ------- | -------- | -------------------- | --------- | ---------------- |
| 1860    | 1871     | Jacques Dupont       |           |                  |
| 1871    | 1878     | Victor Henry         |           |                  |
| 1878    | 1888     | Pierre Chamot        |           |                  |
| 1888    | 1919     | Jean-Pierre Fournier |           |                  |
| 1919    | 1925     | François Henry       |           |                  |
| 1925    | 1944     | Marc Lachat          |           |                  |
| 1944    | 1968     | Fernand Chamot       | PCF       | Ancien résistant |
| 1968    | 1989     | Sylvain Duret        |           | Ancien résistant |
| 1989    | En cours | Guy Demolis          |           |                  |

### Politique environnementale
Menthonnex-en-Bornes et la communauté de communes du pays de Cruseilles ont mis en place le tri sélectif, en installant dans plusieurs hameaux des containers permettant le tri.
Avec les communes environnantes, la commune a signé une charte affirmant la volonté de préservation et de mise en œuvre d'une gestion cohérente à l’échelle de l’ensemble des « communes du plateau des Bornes », en intégrant le patrimoine naturel au sens large ainsi que sa valorisation en lien avec les paysages, les activités agricoles et de loisirs.
La commune adhère au syndicat mixte d’étude du contrat de rivière des Usses (SMECRU) dont la mission est de mettre en place un contrat de rivières sur le bassin versant des Usses. Cette démarche est engagée par 42 communes (d’Arbusigny à Seyssel, et de Clarafond à Sillingy) afin de gérer l’eau de manière cohérente sur les Usses et ses affluents.
La municipalité s'engage également avec le syndicat mixte du Salève dans une démarche de mise en valeur et de préservation de l'environnement du mont Salève.

### Jumelages
Au 30 novembre 2013, Menthonnex-en-Bornes n'est jumelée avec aucune autre commune.

## Population et société

### Démographie
Ses habitants sont appelés les Menthnalis, selon le site de la commune. On trouve les formes Menthenalis, sur le site sabaudia.org et dans l'ouvrage Historique de Menthonnex-en-Bornes (2015), publié sur le site de la commune, ou encore Mintnali. Les auteurs de l'ouvrage indiquent, par ailleurs, le surnom Canchince de Minthne.

L'évolution du nombre d'habitants est connue à travers les recensements de la population effectués dans la commune depuis 1793. Pour les communes de moins de 10 000 habitants, une enquête de recensement portant sur toute la population est réalisée tous les cinq ans, les populations de référence des années intermédiaires étant quant à elles estimées par interpolation ou extrapolation. Pour la commune, le premier recensement exhaustif entrant dans le cadre du nouveau dispositif a été réalisé en 2007.

En 2022, la commune comptait 1 109 habitants, en évolution de +3,16 % par rapport à 2016 (Haute-Savoie : +6,01 %, France hors Mayotte : +2,11 %).
| 1793 | 1800 | 1806 | 1822 | 1838 | 1848 | 1858 | 1861 | 1866 |
| ---- | ---- | ---- | ---- | ---- | ---- | ---- | ---- | ---- |
| 477  | 609  | 637  | 470  | 660  | 751  | 680  | 687  | 645  |

| 1872 | 1876 | 1881 | 1886 | 1891 | 1896 | 1901 | 1906 | 1911 |
| ---- | ---- | ---- | ---- | ---- | ---- | ---- | ---- | ---- |
| 656  | 693  | 701  | 688  | 678  | 647  | 633  | 672  | 644  |

| 1921 | 1926 | 1931 | 1936 | 1946 | 1954 | 1962 | 1968 | 1975 |
| ---- | ---- | ---- | ---- | ---- | ---- | ---- | ---- | ---- |
| 608  | 589  | 446  | 480  | 410  | 383  | 367  | 262  | 270  |

| 1982 | 1990 | 1999 | 2006 | 2007 | 2012  | 2017  | 2022  | - |
| ---- | ---- | ---- | ---- | ---- | ----- | ----- | ----- | - |
| 313  | 419  | 610  | 814  | 843  | 1 013 | 1 076 | 1 109 | - |

Au recensement de 2012, la commune compte 1 013 habitants.

### Enseignement
La commune administre une école maternelle et une école élémentaire accueillant 93 élèves en 2012-2013 dans un groupe scolaire inauguré en 2010. À la rentrée 2013, après l'ouverture d'une nouvelle classe, le groupe scolaire accueillait 120 élèves.

### Manifestations culturelles et festivités
La « grande fête villageoise » est organisée chaque année en août, à l'occasion de la Saint-Laurent, saint patron de la commune.
Chaque année en juin, la municipalité et l’école organisent la « Fête des écoles ».
Tous les mois de mars, chaque année depuis 2016, un concours de belote dans la salle polyvalente du village est organisé par L'APEMV « L'association des Parents d'Élèves de Menthonnex et Villy ».

### Santé
La commune ne dispose pas de cabinet médical. Les habitants sont accueillis par les cabinets médicaux, les hôpitaux des villes alentour ainsi que l'ADMR.

### Médias

#### Radios et télévisions
La commune est couverte par des antennes locales de radios dont France Bleu Pays de Savoie, ODS radio, Radio Semnoz… Enfin, la chaîne de télévision locale TV8 Mont-Blanc diffuse des émissions sur les pays de Savoie. Régulièrement l'émission La Place du village expose la vie locale. France 3 et sa station régionale France 3 Alpes, peuvent parfois relater les faits de vie de la commune.

#### Presse et magazines
La presse écrite locale est représentée par des titres comme Le Dauphiné libéré, L'Essor savoyard, Le Messager - édition Genevois, le Courrier savoyard.

### Sports
Les Menthnalis disposent d'un terrain multisport au hameau Chez Bastaly et du centre nautique des Dronières à Cruseilles.
Le chef-lieu bénéficie d'espaces de jeux pour les plus jeunes, l'association ACSB organise la pratique de différents sports.
De nombreux sentiers de découverte sont a disposition dans le cadre du PDIPR.

### Cultes
Le territoire de la commune dépend de la paroisse « Sainte-Croix au Pays de Cruseilles » au sein du doyenné du Parmelan dans le diocèse d'Annecy. Cette paroisse couvre douze clochers, dont celui de l'église Saint-Laurent à Menthonnex-en-Bornes.

## Économie

### Revenus de la population et fiscalité
En 2011, le revenu fiscal médian par ménage était de 46 815 €, ce qui plaçait Menthonnex-en-Bornes au 791e rang parmi les 31 886 communes de plus de 49 ménages en métropole.
En 2009, 62,0 % des foyers fiscaux étaient imposables, contre 54,4 % en 2006.

### Emploi
En 2009, la population âgée de 15 à 64 ans s'élevait à 580 personnes, parmi lesquelles on comptait 79,4 % d'actifs dont 75,5 % ayant un emploi et 4,0 % de chômeurs.
On comptait 80 emplois dans la zone d'emploi, contre 60 en 1999. Le nombre d'actifs ayant un emploi résidant dans la zone d'emploi étant de 438, l'indicateur de concentration d'emploi est de 18,3 %, ce qui signifie que la zone d'emploi offre moins d'un emploi pour cinq habitants actifs.

### Entreprises et commerces
Au 31 décembre 2010, Menthonnex-en-Bornes comptait 52 établissements : 14 dans l’agriculture-sylviculture-pêche, 3 dans l'industrie, 9 dans la construction, 23 dans le commerce-transports-services divers et 3 étaient relatifs au secteur administratif.
En 2011, 4 entreprises ont été créées à Menthonnex-en-Bornes, dont 3 par des autoentrepreneurs.
Menthonnex compte encore une dizaine d'exploitations agricoles, orientées surtout vers la production de lait. Ainsi, la fruitière située au hameau Chez les Maîtres transforme environ deux millions de litres de lait par an, utilisés pour la production de reblochon, d'abondance et de tomme de Savoie.
La commune comporte aussi une quinzaine de petites entreprises et des commerces de proximité.

## Culture locale et patrimoine

### Lieux et monuments

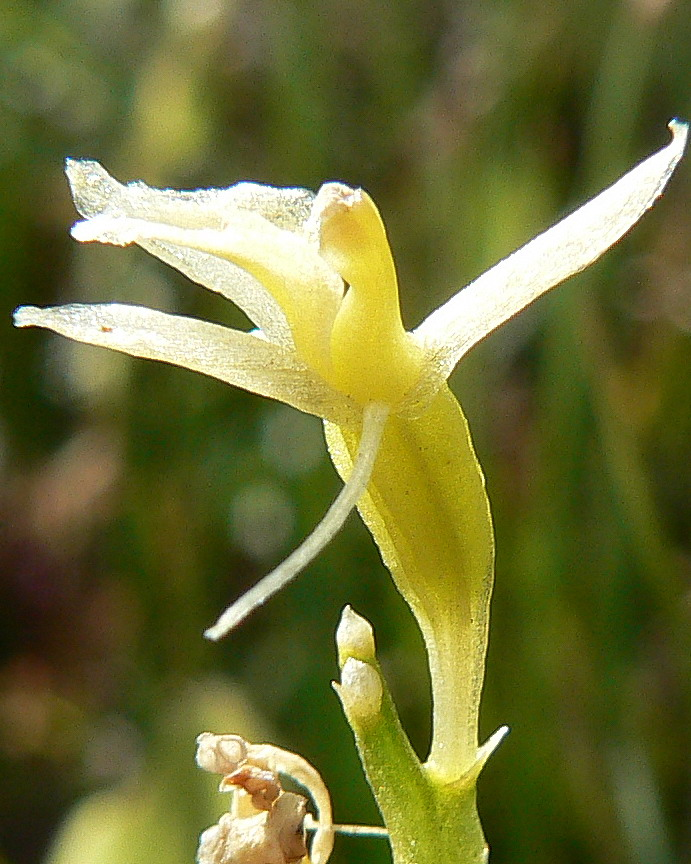
Le liparis de Loesel, une orchidée des zones humides de la commune.

La commune ne compte aucun monuments répertorié à l'inventaire des monuments historiques ni à l'inventaire général du patrimoine culturel ; par ailleurs, elle ne compte ni objet répertorié à l'inventaire des monuments historiques ni objet répertorié à l'inventaire général du patrimoine culturel.
On peut citer toutefois plusieurs monuments intéressants dans la commune :
- L'église Saint-Laurent a été construite en style néogothique[34].

- Les ruines de la maison forte du Turchet se trouvent au hameau de Chez les Maitres.
- De nombreux oratoires édifiés par l'abbé Descombes (archiprêtre en 1917, mort en 1935) sont répartis sur le territoire de la commune[mairie 2].
- La flore : Le sommet de la commune est classé en tant que zone naturelle. C'est un terrain humide et vallonné entourant des marais et l'étang de Mouille Marin. On peut y découvrir l'œillet superbe, des orchidées (l'orchis de Traunsteiner, le liparis de Loesel) et le paillon azuré des paluds[mairie 10].

### Personnalités liées à la commune
- Jacques de Menthonay (?-1391), pseudo-cardinal, né à Menthonnex-en-Bornes.
- Guillaume de Menthonay (? - 1406), évêque de Lausanne, né à Menthonnex-en-Bornes.
- Jean-Claude Duret (1824-1875), vicaire apostolique de Sénégambie (actuel Sénégal), né à Menthonnex-en-Bornes.

### Héraldique
| Menthonnex-en-Bornes | Les armes de Menthonnex-en-Bornes, qui sont celles de la famille noble de Menthonay, peuvent se blasonner ainsi : De gueules au sautoir d'argent cantonné de quatre coquilles du même. |